# Anna van Hessen

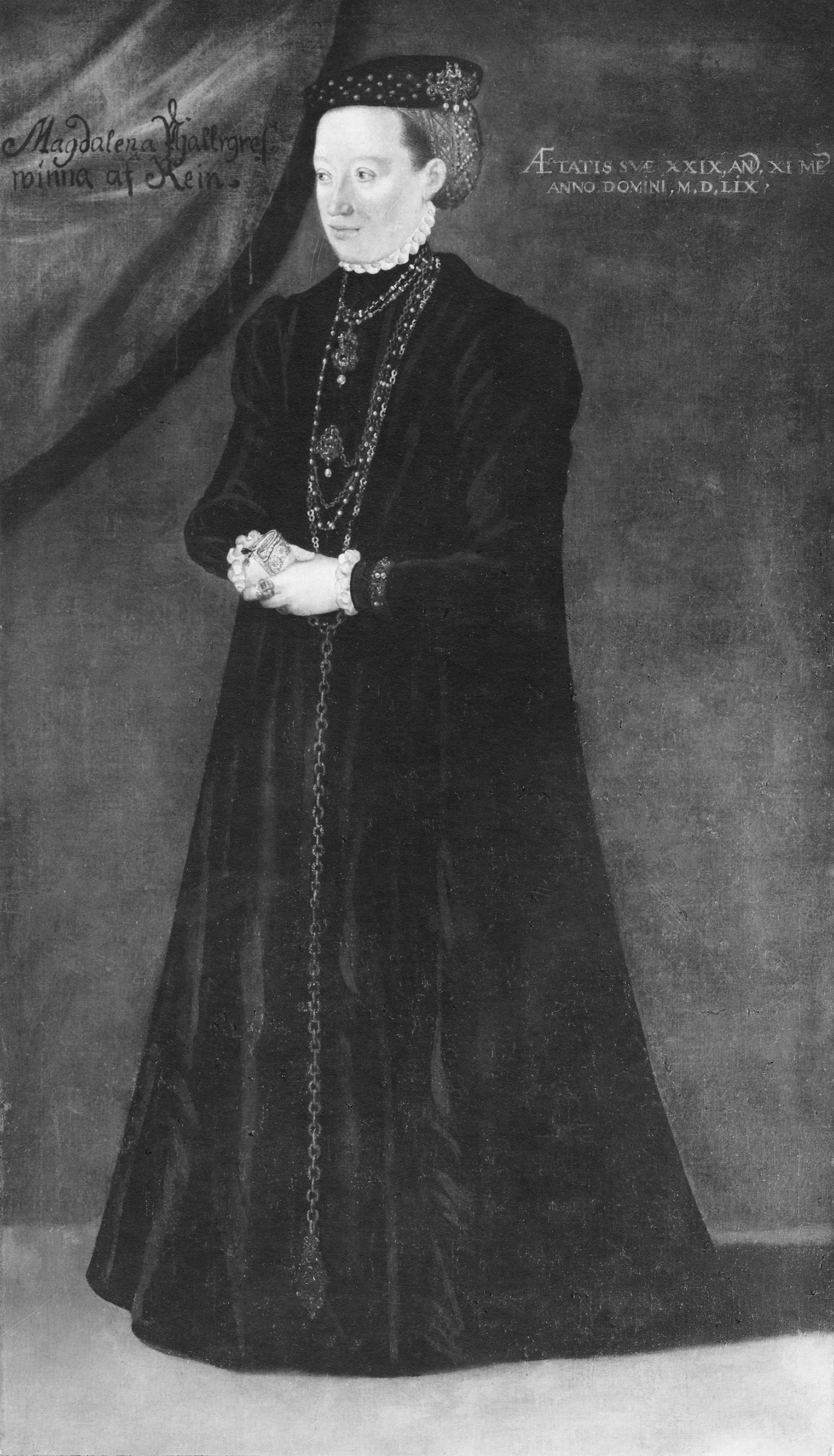
Anna van Hessen.

Anna van Hessen (Kassel, 26 oktober 1529 – Meisenheim, 10 juli 1591) was van 1544 tot 1569 hertogin van Palts-Zweibrücken. Ze behoorde tot het huis Hessen.

## Levensloop
Anna was de oudste dochter van landgraaf Filips I van Hessen en diens eerste echtgenote Christina van Saksen, dochter van hertog George van Saksen.
Op 24 februari 1544 huwde ze op 14-jarige leeftijd met hertog Wolfgang van Palts-Zweibrücken (1526-1569). Haar echtgenoot overleed na 25 jaar huwelijk in 1569, waarna Anna's broer Willem IV van Hessen-Kassel en keurvorst Lodewijk VI van de Palts het regentschap van hun minderjarige kinderen overnam. Ook had Wolfgang Willem IV tot de uitvoerder van zijn testament benoemd.
Rond 1590 stichtte ze het Sint-Annakerkhof van Heidelberg, waar in 1596 ter ere van haar een stenen gedenkmaal werd opgericht. Toen het kerkhof in 1845 gesloten werd, werd het gedenkmaal naar het Bergkerkhof van Heidelberg werd overgebracht.
In juli 1591 stierf ze op 61-jarige leeftijd, waarna Anna werd bijgezet in de Slotkerk van Meisenheim.

## Nakomelingen
Anna en haar echtgenoot Wolfgang kregen dertien kinderen:
- Christina (1546-1619)
- Filips Lodewijk (1547-1614), vorst van Palts-Neuburg
- Johan I (1550-1604), hertog van Palts-Zweibrücken
- Dorothea Agnes (1551-1552)
- Elisabeth (1553-1554)
- Anna (1554-1576)
- Elisabeth (1555-1625)
- Otto Hendrik (1556-1604), vorst van Palts-Sulzbach
- Frederik (1557-1597), vorst van Palts-Vohenstrauß
- Barbara (1559-1618), huwde in 1591 met graaf Godfried van Oettingen-Oettingen
- Karel I (1560-1600), vorst van Palts-Birkenfeld
- Maria Elisabeth (1561-1629), huwde in 1585 met graaf Emico XII van Leiningen-Dagsburg-Hardenburg
- Susanna (1564-1565)